# Craterocyphus illustris
Craterocyphus illustris är en skalbaggsart som beskrevs av Schmidt 1920. Craterocyphus illustris ingår i släktet Craterocyphus och familjen Aphodiidae. Inga underarter finns listade i Catalogue of Life.